# Силали
Силали (англ. Mount Silali) — спящий вулкан в долине Грегори Рифт, рядом с Капедо, в центральной Кении. Силали находится на юге долины Сугута, которая простирается до озера Рудольф и находится в 70 км к северу от озера Баринго.

## Геология
Силали вместе с Пака и Короси образует группу вулканов на Лояморукских равнинах в округе Баринго, в провинции Рифт-Валли. Силали — молодой вулкан, действовавший в 400 000—220 000 годах до н. э. и был всё ещё активен около 7000 лет назад.
Силали — это крупнейший вулкан с кальдерой во всей равнине Грегори-Рифт. Вулкан сформировался в основном из подстилающей трахитовой породы и базальта. Базальт в вулкане схож по структуре с океаническим островным базальтом, но имеют ряд изотопов, указывающих на различные происхождение.
Кенийский рифт направлен с севера на юг, а в прошлом тектоническое напряжение распространялось от востока к западу. Выравнивание рядов недавно сформированных куполов, выводных каналов, конусов и кратерных ям свидетельствует об изменении направления напряжения около полмиллиона лет назад.

## Окружающая среда
Среднегодовая температура на равнинах составляет 26 °C, в тёплые сезоны до 40 °C. Среднее количество осадков составляет 594 мм. На равнине терново-кустарниковой равнины нет постоянного источника воды. На Силали есть несколько высокогорных пастбищ с многолетними травами.